# Жанаталап (Сарысуский район)
Жанаталап (каз. Жаңаталап) — село в Сарысуском районе Жамбылской области Казахстана. Административный центр Жанаталапского сельского округа. Код КАТО — 316036100.

## Население
В 1999 году население села составляло 625 человек (321 мужчина и 304 женщины). По данным переписи 2009 года, в селе проживали 844 человека (422 мужчины и 422 женщины).